# Cigliano
Cigliano (Sian in piemontese) è un comune italiano di 4 249 abitanti della provincia di Vercelli in Piemonte.

## Geografia fisica
Il territorio comunale è compreso nella pianura sulla sinistra idrografica della Dora Baltea; la quota più bassa si tocca sulle rive del fiume (190 m s.l.m.) mentre il centro comunale è situato a 237 metri di altezza.

## Storia
Stando alla datazione di numerosi reperti archeologici, l'area di Cigliano pare essere stata già popolata in epoca Romana. Non si esclude comunque che i primi uomini ad abitare stabilmente il territorio di Cigliano potessero appartenere ad antiche popolazioni italiche di formazione pre-Romana quali ad esempio i Liguri, i Taurini, i Salassi, i Libui, i Victimuli e perfino i Celti.
Tra i ritrovamenti archeologici più rilevanti, si ricordano:
- Alcune monete recanti le raffigurazioni di svariati imperatori romani (Giulio Cesare, Ottaviano Augusto, Traiano, Adriano, Alessandro Severo, Valeriano, Probo, Massimiano e Costantino) e risalenti ad un'epoca compresa fra il III secolo avanti Cristo ed il IV secolo dopo Cristo.
- Un sarcofago in pietra contenente i resti mortali di Taiae Casticia, forse sorella di Castico re dei Sequani (antico popolo abitante della Gallia) e sposa di Caius Antonius Ianinianus, nonché nuora del famoso Marco Antonio detto Cretico. La leggenda vuole che, al tempo della conquista della Gallia, tra le truppe di Giulio Cesare militasse anche il figlio del prode Marco Antonio, vale a dire il già nominato Caius Antonius Ianinianus. Dopo aver conquistato il regno dei Sequani, Giulio Cesare acconsentì che Caius Antonius si sposasse con Taiae Casticia, sorella dello sconfitto re Castico. I due sposi si trasferirono poi nel borgo di Cisuliacum (antico nome romano di Cigliano, nato per indicare la posizione geografica del borgo, il quale appunto sorgeva al di là - cis - di Uliacum, antico insediamento ora scomparso) in quanto Caius Antonius venne nominato comandante del presidio militare ivi situato a difesa del guado sul fiume Dora Baltea. Di lì a poco, però, Taiae Casticia morì, ed il disperato Caius Antonius chiese di essere trasferito a combattere nei Balcani, ove successivamente incontrò anch'egli la morte a seguito di una congiura politica. Attualmente il sarcofago di Taiae Casticia è esposto al Museo Leone di Vercelli.
- Alcuni oggetti militari (tra cui una daga) sempre di epoca romana.

Il primo documento scritto in cui viene fatta menzione di Cigliano è il Diploma di Carlo il Grosso, datato 882 dopo Cristo, ove l'imperatore annovera fra le terre restituite al vescovo di Vercelli anche la Curtis de Cisiliano. Durante il medioevo, il popolo di Cigliano si rifiutò sempre di essere infeudato, arrivando persino a pagare pesanti tributi pur di rimanere libero. Tuttavia, nei primi anni del XVII secolo, Carlo Emanuele di Savoia concesse il borgo ai marchesi Villa. Verso la metà del 1600, il comandante spagnolo Antonio da Sandoval diede l'assedio al vicino castello di Moncrivello (ancora oggi presente e visitabile) allora occupato dai Francesi; alla richiesta di fornire vettovaglie alle truppe spagnole, i ciglianesi risposero con un secco rifiuto, al quale fece però subito eco la tremenda rappresaglia ordinata da Sandoval: gli Spagnoli distrussero l'intero borgo, comprese le costruzioni fortificate di cui, all'epoca, Cigliano era dotato. Solo le chiese poterono sfuggire alla furia distruttrice delle truppe spagnole, e quindi ben poco rimane in Cigliano a testimonianza del periodo medioevale e rinascimentale.
Nativo di Cigliano è l'illustre naturalista Carlo Antonio Ludovico Bellardi (1741–1826), A Bellardi è dedicato un genere di pianta annua denominata Bellardia trixago. Dal 2023 la sala del consiglio comunale è intitolata a Carlo Antonio Ludovico Bellardi. 
Nel 1886 la cittadina piemontese ha dato i natali a Pietro Bollea Sr., emigrato successivamente negli Stati Uniti, nonno della famosa star del wrestling e del cinema statunitense Hulk Hogan.

### Simboli
Lo stemma del comune di Cigliano è stato riconosciuto con decreto del Capo del Governo del 10 ottobre 1936.
Il gonfalone municipale è stato concesso con decreto del presidente della Repubblica del 1º settembre 1969.

## Monumenti e luoghi d'interesse

### Architetture religiose
- Le chiesette di Sant'Orsola e santa Caterina (già detta della Beata Vergine delle Grazie) costruite nella seconda metà del XVI secolo in segno di ringraziamento per la fine dell'epidemia di peste che colpì il borgo a partire dal 1576.
- La chiesa di San Defendente (1643) di cui si segnala la pregevole facciata in puro barocco piemontese con mattoni a vista.
- La piccola chiesetta campestre di San Giuseppe (1664).

Nel 1708, essendo deceduto senza eredi l'ultimo marchese Villa, i ciglianesi ritrovarono la libertà, mantenendola fino al 1722, anno in cui Vittorio Amedeo II di Savoia vendette il borgo ai dispotici marchesi Peracchini.
Al 1733 risale la costruzione del monumento più importante di Cigliano, vale a dire il Campanile (o Torre Civica) costruito sotto la guida dell'architetto Castelli. All'incirca nello stesso periodo venne realizzato anche un altro importante edificio ciglianese, cioè il Mercato Coperto, meglio noto come "Ala". La torre civica, considerata il simbolo del paese, ospita un notevole concerto di ben 7 campane in tonalità di Mi ♭³ Maggiore, fuse nel 1949 ad opera del fonditore valduggese Roberto Mazzola
Nel 1791, sui resti di un antico tempio, si diede il via ai lavori di costruzione della chiesa parrocchiale di Sant'Emiliano, dedicata al patrono del paese. Tali lavori vennero però interrotti dall'arrivo delle truppe napoleoniche, le quali spodestarono i Peracchini ed unirono Cigliano al regno di Napoleone Bonaparte. Dopo il congresso di Vienna (1815) Cigliano passò nuovamente ai Savoia, fino alla costituzione del neonato Regno d'Italia (1861).

## Società

### Evoluzione demografica
Abitanti censiti

### Damo da 'ntradi
A Cigliano è ben nota l'esistenza di un gergo chiamato Damo da 'ntradi, le cui parole sono espresse non solo invertendo le sillabe dei termini nel Piemontese parlato localmente ma anche modificandolo. L'origine è da attribuirsi negli anni della prima o seconda guerra mondiale per non farsi capire sia dagli invasori che dai liberatori, dovrebbe esserci una specie di vocabolario in proposito ma la fonte non è sicura.

## Amministrazione
| Periodo | Periodo   | Primo cittadino   | Partito                                        | Carica  | Note   |
| ------- | --------- | ----------------- | ---------------------------------------------- | ------- | ------ |
| 2004    | 2009      | Giovanni Corgnati | lista civica                                   | Sindaco | [ 9 ]  |
| 2009    | 2014      | Giovanni Corgnati | lista civica                                   | Sindaco | [ 10 ] |
| 2014    | 2019      | Anna Rigazio      | lista civica Insieme per il futuro di Cigliano | Sindaco | [ 10 ] |
| 2019    | 2024      | Diego Marchetti   | lista civica Rinnoviamo Cigliano               | Sindaco | [ 11 ] |
| 2024    | in carica | Giorgio Testore   | lista civica Cigliano Futura                   | Sindaco | [ 12 ] |

## Sport
La squadra locale di calcio è il Cigliano, colori sociali giallo e rosso. Milita nel campionato di 1ª Categoria Piemonte. Presenti inoltre una squadra di pallacanestro, il Basket Cigliano (Divisione Regionale 1, ex serie D) e una di pallavolo femminile, Volley Cigliano (serie C), una di ginnastica, una di podismo e una di ciclismo. Dal 2004 al 2019 era attiva a Cigliano la società calcistica Orizzonti Utd poi trasferita ad Alice Castello. È attiva anche la squadra di calcio a 5 femminile tra le migliori del campionato Arci. Lo stadio è intitolato a Mario Bassanino. Cigliano vanta risultati di rilievo dell'atletica leggera grazie a Vincenzo Gerardi, Campione d'Italia nella staffetta 4x400 nel 1931 (a cui è intitolato il palazzetto dello sport). Nel calcio emerge la figura di Enrico Cerutti, attaccante della Pro Vercelli in 3 campionati di serie A (1932-33, 1933-34, 1934-35) dove conta 53 presenze e 12 reti (a Cerutti è intitolato il campo di calcio a 5).